# Flavia de Oliveira

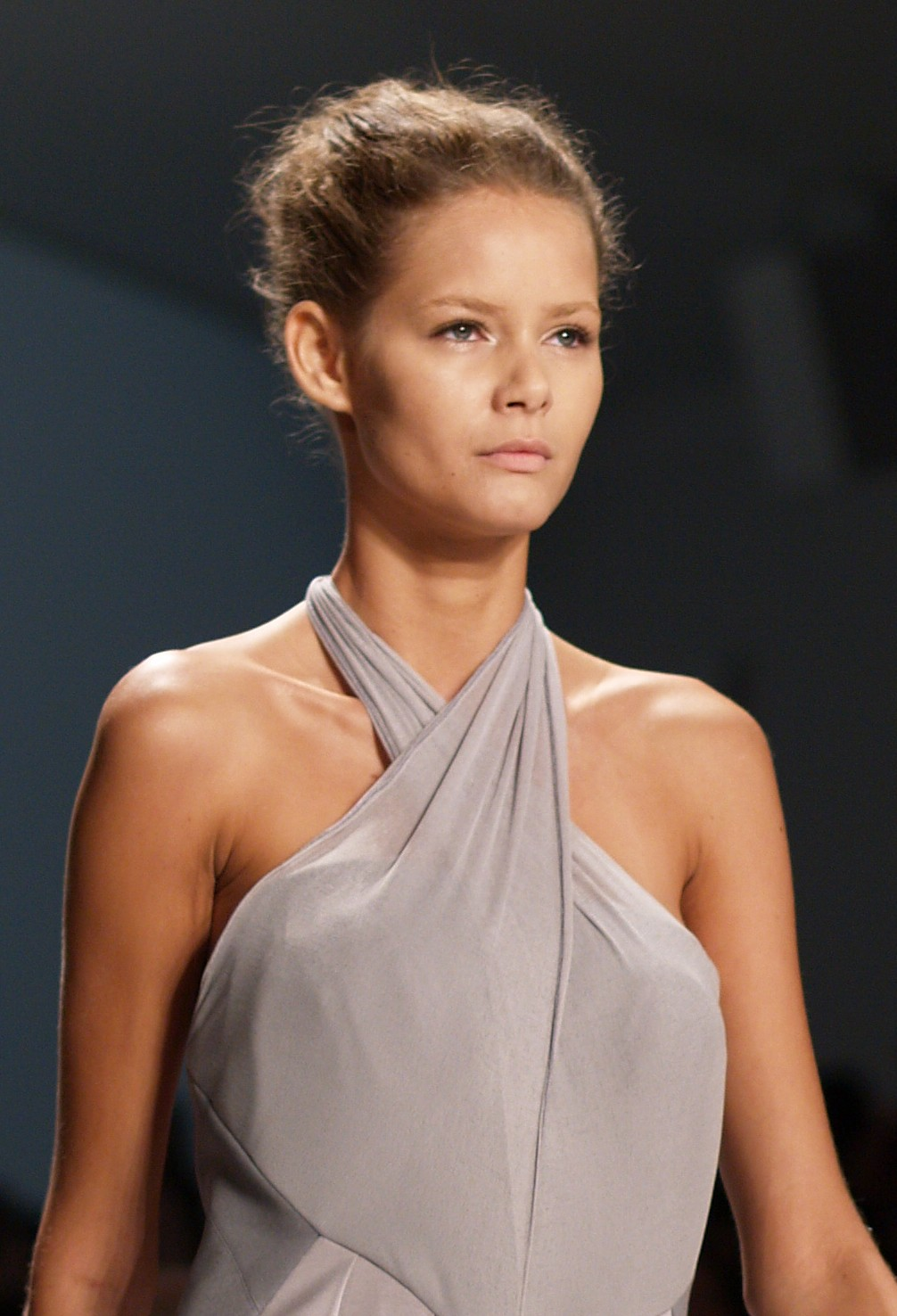
Flavia de Oliveira, 2006

Flavia de Oliveira (* 17. Juli 1983 in Londrina, Paraná) ist ein brasilianisches Model.
Sie wurde 2001 für US-Agentur Ford Models entdeckt. Sie war auf dem Laufsteg großer Mode- und Luxusmarken wie auch auf Titelblättern internationaler Ausgaben der Magazine Vogue oder Elle zu sehen. Von 2006 bis 2011 nahm sie bei den Victoria’s Secret Fashion Shows teil.